# Хедвиг фон Брауншвайг-Волфенбютел
Хедвиг фон Брауншвайг-Волфенбютел (на немски: Hedwig von Braunschweig-Wolfenbüttel); * 19 февруари 1595, Волфенбютел; † 26 юни 1650, Шчечинек (Нойщетин), Полша) от род Велфи (Среден Дом Брауншвайг), е принцеса от Брауншвайг-Волфенбютел и чрез женитба херцогиня на Померания.

## Живот
Дъщеря е на Хайнрих Юлий (1564 – 1613), княз на Брауншвайг-Волфенбютел, и втората му съпруга принцеса Елизабет Датска (1573 – 1625), най-възрастната дъщеря на крал Фридрих II от Дания. Един от братята ѝ е Кристиан фон Брауншвайг-Волфенбютел.
Хедвиг се омъжва на 7 февруари 1619 г. във Волфенбютел за херцог Улрих от Померания (1589 – 1622), евангелийски епископ на Камин, в присъствието на 16 управляващи князе. Бракът трае само три години и е бездетен. Улрих Померански умира на 33 години от много пиене на 31 октомври 1622 г. Красивата и умна Хедвиг отива да живее в двореца на Шчечинек (Нойщетин). Тя остава в траурни дрехи и се грижи за бедните, прави дарения на местната църква.
Хедвиг свири на лютня, пише църковни стихотворения. Тя надживява всичките си братя и сестри, помага финансово на последния херцог от Померанската династия (Грайфи). През Тридесетгодишната война императорски и шведски войски унищожават и конфискуват нейните собствености. През 1640 г. тя подарява гимназия в Нойщетин, по-късно наречена на нея. В последното си завещание от 8 май 1650 г. Хедвиг поставя за свой наследник курфюрст Фридрих Вилхелм фон Бранденбург.
Хедвиг умира на 56 години от едра шарка и през 1654 г. е погребана за последно в княжеската гробница на померанските херцози в Рюгенвалде.